# Allophylus simplicifolius
Allophylus simplicifolius är en kinesträdsväxtart som beskrevs av Ludwig Radlkofer. Allophylus simplicifolius ingår i släktet Allophylus och familjen kinesträdsväxter. Inga underarter finns listade i Catalogue of Life.